# JC FM
JC FM é uma emissora de rádio brasileira sediada no Recife, capital do estado de Pernambuco. Opera nos dials FM 76,1 MHz e AM 780 kHz. Pertence ao Sistema Jornal do Commercio de Comunicação, vinculado ao Grupo JCPM, e tem uma programação popular. Seus estúdios localizam-se no bairro de Santo Amaro, onde também estão seus transmissores para FM, e seus transmissores para AM estão no bairro do Caxangá, próximo ao campus da UFRPE.

## História
Anterior a atual JC FM, o Sistema Jornal do Commercio de Comunicação criou uma emissora homônima em janeiro de 1989, com transmissão através dos 90,3 MHz, e programação voltada ao público jovem. Em 1.º de julho de 2004, a emissora afiliou-se à CBN e tornou-se Rádio JC CBN, trocando a programação musical pelo jornalismo e esportes. Em 2013, a emissora tornou-se uma emissora independente, mudando de nome para JC News FM, e um ano depois, foi extinta para dar lugar a retransmissão da Rádio Jornal no dial FM.
Em 7 de maio de 2021, com base no processo de migração das rádios AM para o FM, a Rádio Jornal passou a transmitir sua programação através dos 76,1 MHz, porém manteve ativo o seu sinal através dos 780 kHz. Em 30 de janeiro de 2023, o SJCC relançou a JC FM através da frequência migrante, com uma programação voltada a música popular e regional, e a Rádio Jornal permaneceu apenas nos 90,3 MHz. A nova emissora estreou oficialmente à meia-noite, com a transmissão do programa Madrugando, e a primeira música a ser executada foi a versão ao vivo de "Leão do Norte", do cantor Lenine. Ao mesmo tempo, as antigas emissoras da Rádio Jornal nos municípios de Petrolina (90,5 FM), Pesqueira (90,9 FM) e Limoeiro (99,5 FM) também passaram a retransmitir a sua programação. Em 1 de fevereiro de 2025, as estações FM do SJCC em Petrolina, Pesqueira e Limoeiro deixaram de transmitir a programação da JC FM voltando a transmitir a programação da Rádio Jornal nesses locais. Dessa forma, a JC FM ficou com a programação restrita ao Recife e região metropolitana no FM estendido 76.1.